# Bitwa pod Machiasem
Bitwa pod Machiasem – pierwsza morska potyczka amerykańskiej wojny o niepodległość stoczona w pobliżu Machiasu pomiędzy kontyngentem Royal Navy na szkunerze HMS „Margaretta”, a rebeliantami na zdobycznych slupach handlowych „Unity” i „Polly”. Bitwa zakończyła się zdobyciem szkunera przez rebeliantów.

## Tło
Leżąca w dzisiejszym stanie Maine osada Machias była jednym z głównym dostawców drewna dla Bostonu, okupowanego przez Brytyjczyków, a oblężonego przez siły rebeliantów. Tym pierwszym drewno konieczne było do budowy stanowisk obronnych oraz zakwaterowań dla żołnierzy. W związku z powyższym dowodzący brytyjskimi siłami admirał Samuel Graves i generał Thomas Gage wysłali do Machiasu dwa prywatne slupy kupieckie „Unity” i „Polly” w towarzystwie uzbrojonego szkunera „Margaretta”. Zadania nabycia potrzebnych towarów podjął się lojalista Ichabod Jones, właściciel jednego z pierwszych tartaków w Machiasie. Jones zbił fortunę wymieniając przywiezione z Bostonu dobra luksusowe na drewno.
2 czerwca 1775 roku Jones na pokładzie „Margaretty” ruszył ku Machiasowi z ładowniami pełnymi towarów na wymianę. Po dotarciu na miejsce slupy zacumowały w porcie, zaś szkuner rzucił kotwicę na redzie. Na ląd popłynęli Jones oraz dowódca szkunera midszypmen James Moore w obstawie oficerów. Ten pierwszy oznajmił, iż posiada towary na wymianę za drewno. Drugi zażądał ścięcia tzw. liberty pole, masztu z zatkniętą nań czapką frygyjską, symbolizującego wsparcie dla sprawy rewolucji. W razie odmowy zagroził ostrzałem artyleryjskim.
Lokalny przywódca rebeliantów Jeremiah O'Brien stwierdził, że tylko rada mieszkańców może przegłosować ścięcie masztu, jako że i ona przegłosowała jego postawienie. O'Brien wiedział, że miejscowi lojaliści popierają stanowisko Moore'a, starał się zatem zwlekać, aż do zgromadzenia większych sił rebeliantów. Rada zebrała się 10 czerwca i uchwaliła pozostawienie masztu. W odpowiedzi Jones dokonał wymiany towarów, ale tylko z tymi którzy głosowali przeciwko. O'Brien przekonał Moore'a, aby poczekał na drugie głosowanie, które miało odbyć się w poniedziałek 12 czerwca.
Następnego dnia Moore i Jones zostali zaproszeni na mszę prowadzoną przez prezbiteriańskiego pastora Jamesa Lyona. W trakcie kazania Moore spostrzegł, iż do kościoła zbliża się duża grupa uzbrojonych mężczyzn. Dawszy towarzyszom sygnał do ucieczki wyskoczył przez okno – cała grupa pobiegła w kierunku nabrzeża. Jones, znający okolicę skrył się w lasach, gdzie ukrywał się przez następne dni. 
Na pokładzie szkunera jeden z matów zaalarmowany poruszeniem nakazał wysłanie łodzi ku brzegowi, a następnie strzelił z folgierza mierząc w napastników. Strzał był chybiony, jednak pomieszał szyki ścigających, co dało Moore'owi i oficerom czas na dobiegnięcie do łodzi i powrót na pokład szkunera.

## Starcie
Następnego dnia Jeremiah O'Brien, jego pięciu braci oraz czarnoskóry służący w towarzystwie 20 ludzi wdarli się na pokład zacumowanej w porcie „Unity”, zaś inna grupa rebeliantów zdobyła „Polly”. Napastnicy byli wyposażeni w muszkiety i pałki; na „Unity” wtaszczono wielkokalibrowe działo. Tak uzbrojone jednostki ruszyły ku „Margarecie”.
Załoga brytyjczyka odcięła cumę i postawiwszy żagle ruszyła ku w dół rzeki ku zatoce. W trakcie pościgu „Polly” wpadła na mieliznę. Dotarłszy do zatoki „Margaretta” ostrzelała szybko zbliżający się „Unity” zabijając człowieka obsługującego duże działo. Na jego miejscu znalazł się następny, który rewanżując się ostrzałem zabił sternika „Margaretty”. Następnie doszło do wymiany ognia z muszkietów. Jednostki znalazły się tak blisko siebie, iż Moore był w stanie ciskać granaty na pokład napastnika, zabijając kolejnego rebelianta i raniąc kilku. Ostatecznie O'Brien staranował szkuner i ruszył do abordażu. Podczas walki od kuli z muszkietu zginął Moore – jego załoga poddała się. O'Brien wspiął się na fał i ściągnął brytyjską banderę kończąc starcie. Zginęło w nim 4 „patriotów”, 10 zostało ranionych; po drugiej stronie straty wynosiły 10 zabitych i 10 rannych.

## Konsekwencje
O'Brien i dwóch jego braci zostało korsarzami w służbie US Navy. Ichabod Jones został schwytany, osądzony jako „znany wróg” i przetransportowany do miasta w Massachusetts, gdzie zwolniono go za wysoką kaucją. Jego majątek został zajęty.